# مانده در بینهایت
در آنالیز مختلط، مانده در بی‌نهایت برابر با ماندهٔ یک تابع تحلیلی مختلط روی یک حلقه با شعاع خارجی بی‌نهایت است. بی‌نهایت ({\displaystyle \infty }) به فضای اعداد مختلط {\displaystyle \mathbb {C} } اضافه می‌شود تا این فضا را فشرده کند. این فضای جدید {\displaystyle {\hat {\mathbb {C} }}} با کره ریمان یک‌ریخت است. مانده در بی‌نهایت می‌تواند به محاسبه برخی از انتگرال‌ها و سری‌ها کمک کند.

## تعریف
با فرض داشتن تابع f که روی حلقه به مرکز {\displaystyle z=0} و شعاع داخلی {\displaystyle R} و شعاع خارجی بی‌نهایت هولومورفیک است، مانده در بی‌نهایت با استفاده از مفهوم معمول مانده چنین تعریف می‌شود:
{\displaystyle \mathrm {Res} (f,\infty )=\mathrm {Res} \left({-1 \over z^{2}}f\left({1 \over z}\right),0\right)}